# Albert Cole Hopkins

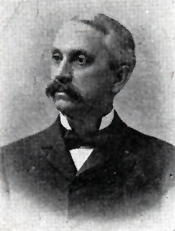
Albert Cole Hopkins

Albert Cole Hopkins (* 15. September 1837 bei Jamestown, New York; † 9. Juni 1911 in Lock Haven, Pennsylvania) war ein US-amerikanischer Politiker. Zwischen 1891 und 1895 vertrat er den Bundesstaat Pennsylvania im US-Repräsentantenhaus.

## Leben
Albert Hopkins besuchte die öffentlichen Schulen seiner Heimat und die Alfred University, ebenfalls im Staat New York. Danach war er für einige Zeit als Lehrer tätig. Anschließend arbeitete er bis 1867 in Troy (Pennsylvania) im Handel. Dann zog er nach Lock Haven, wo er in der Holzbranche tätig wurde. Politisch wurde er Mitglied der Republikanischen Partei.
Bei den Kongresswahlen des Jahres 1890 wurde Hopkins im 16. Wahlbezirk von Pennsylvania in das US-Repräsentantenhaus in Washington, D.C. gewählt, wo er am 4. März 1891 die Nachfolge von Henry Clay McCormick antrat. Nach einer Wiederwahl konnte er bis zum 3. März 1895 zwei Legislaturperioden im Kongress absolvieren. Im Jahr 1894 verzichtete er auf eine weitere Kandidatur.
Nach dem Ende seiner Zeit im US-Repräsentantenhaus setzte Albert Hopkins seine Tätigkeit in der Holzbranche fort. Zwischen 1899 und 1904 war er Forstbeauftragter der Staatsregierung von Pennsylvania. Er starb am 9. Juni 1911 in Lock Haven, wo er auch beigesetzt wurde.